# Joakim Odelberg
Joakim Axel Odelberg, tidigare ibland Projekt Leo, född Emanuelsson 23 juli 1970 i Härlanda, är en svensk artist/låtskrivare och fotograf. Hans tvillingbror är ståuppkomikern Jesper Odelberg. Namnet Leo fick han från sitt stjärntecken lejonet. Han har skrivit låtar till några kända artister, exempelvis Håkan Hemlin, och just de låtar han skrev blev Håkan Hemlins singlar.
Innan Odelberg släppte sin skiva I Confess arbetade han som låtskrivare hos skivbolaget Warner/Chappell. I Confess är hans första skiva som kom ut den 25 januari 2006. Skivbolaget till skivan är Satellite Records. Han har skrivit och gjort musiken till de flesta låtarna själv men har också samarbetat med exempelvis Nikola Sarcevic, som Leo träffade genom att de blev grannar.
Odelberg har gett ut tre singlar från I Confess de är I Don't Wanna Play, I've Been Waiting och Angels Cry For You. "I Don't Wanna Play" släpptes två år innan skivan, de andra två singlarna fanns inte i fast singelform utan bara som promotion till olika radiostationer.

## Låtlista - I Confess (2006)
1. Just say hello
2. I don't wanna play
3. I confess
4. What ever happened to the days
5. Nadine
6. I've been waiting
7. Stay
8. Angels cry for you (feat. Freddie Wadling)
9. When you come down on me
10. Shine
11. Gonna get wild
12. S.G.U. (Sexy, Gorgeous, Unbelievable)
13. Take me home